# Гуалад
Гуалад (фр. Goualade) је насеље и општина у југозападној Француској у региону Аквитанија, у департману Жиронда која припада префектури Лангон.
По подацима из 2011. године у општини је живело 93 становника, а густина насељености је износила 5,47 становника/km². Општина се простире на површини од 17 km². Налази се на средњој надморској висини од 138 метара (максималној 143 m, а минималној 74 m).

## Демографија
| 1962. | 1968. | 1975. | 1982. | 1990. | 1999. | 2011. |
| ----- | ----- | ----- | ----- | ----- | ----- | ----- |
| 112   | 152   | 115   | 79    | 76    | 77    | 93    |

График промене броја становника у току последњих година